# Тарнос
Тарнос (фр. Tarnos) — коммуна на юго-западе Франции в департаменте Ланды (регион Аквитания). Курортный городок, входящий в число курортов французского Серебряного берега, Тарнос расположен у самой границы со Страной басков.

## География
Коммуна Тарнос входит в состав муниципального округа Байонны, а также принадлежит к числу курортов Серебряного берега природной области Гасконские Ланды.
Являясь пятым по численности городом департамента Ланды, Тарнос исторически является промышленным городом, сумевшим сохранить благоприятные условия для жизни. Коммуна расположена у юго-западной границы департамента. Территория коммуны на 75 % состоит из природных зон и сельскохозяйственных участков, а оставшаяся территория отведена под городскую застройку.
Город граничит с департаментом Атлантические Пиренеи. Тарнос обслуживается автотрассами RD 810, RD 817; недалеко находится морской порт Байонны, а в 15 километрах расположен аэропорт Биарриц-Англет-Байонна (код BIQ). В Тарносе находится промышленный морской порт.
Тарнос является крайней точкой пляжной полосы Ландов, имеющей длину 106 километров.

## История
В истории Тарноса выделяются два эпизода:
1. Чтобы облегчить передвижение дилижансов и дать возможность войскам быстрее перемещаться в направлении Байонны, французский король Людовик XV, закладывая основу национальной дорожной сети, изменил её план, сделав ветки более прямыми. Жителей Тарноса привлекли к строительству дороги в 1770 году, а в 1789 году строительные работы были завершены.
2. В 1880 году Тарнос, известный прежде как сельскохозяйственный посёлок, превратился в промышленный город, благодаря началу переработки испанского железа, доставляемого сюда по морю. Эта деятельность привела к тому, что в Тарносе был построен крупный металлургический завод, единственный на юго-западе Франции, который функционировал вплоть до 1965 года. Вокруг завода сформировался небольшой посёлок, имевший собственную церковь, школу и торговые предприятия, и получивший название «Cité des forges» (город металлургов).

## Экономика
- Портовая деятельность (кукуруза, продукция химической промышленности, древесина);
- Сталелитейный завод группы Белтрам (фр. Groupe Beltrame);
- Химические предприятия;
- Авиапромышленность (предприятие крупнейшего производителя газовых турбин Turboméca);
- Торговля;
- Туризм.

### Транспорт агломерации Байонны
Тарнос обслуживается маршрутами B, 9a, 9b, 4 и 16 муниципальной автобусной сети Chronoplus, управляемой компанией Veolia, которые связывают город с другими коммунами агломерации, в том числе Англет, Байонну, Биарриц, Бидар, Буко и Сен-Пьер-д'Ирюб.

## Достопримечательности
- Церковь Сен-Венсен-Диакр в административном центре Тарноса. Церковь выполнена в романском стиле, примечательными являются фрески в хорах
- Церковь Нотр-Дам-де-Форж, внесена в дополнительный список национальных исторических памятников в 2001 году
- Мол, защищающий устье Адура
- Пляжи Тарноса (plage du Métro и plage de la Digue)
- Заболоченные земли у Метро

## Культурные мероприятия
- Праздник Тарноса, ежегодно на неделе Вознесения.
- Фестиваль «Les Océaniques» (третий уикенд июля) в природном парке; современная музыка и уличные искусства в представлении местных и национальных артистов.
- Праздник сосен, ежегодно в начале июля.